# Lebanon, Kansas
Lebanon är en ort i Smith County i Kansas. Vid 2010 års folkräkning hade Lebanon 218 invånare.